# 新谷眞人
新谷 眞人（あらや まさと、1943年10月12日 - 2020年8月23日）は、日本の構造設計者。早稲田大学名誉教授。
伊東豊雄・隈研吾・原広司など、著名な建築家の構造設計を数多く担当。松井源吾賞・日本建築学会賞作品賞などの受賞歴を持つ。

## 略歴
- 1943年 東京都生まれ[1]
- 1969年 早稲田大学大学院理工学部研究科建設工学建築構造専修課程修了(松井源吾研究室)[1]
- 1969年 木村俊彦構造設計事務所入社
- 1971年 梓設計入社
- 1982年 オーク設計事務所設立 代表取締役エンジニアパートナー
- 1995年 オーク構造設計設立
- 2000年 東京大学大学院新領域創成科学研究科非常勤講師
- 2000年 慶應義塾大学大学院開放環境研究科非常勤講師
- 2000年 早稲田大学芸術学校非常勤講師
- 2006年 早稲田大学理工学術院特任教授
- 2014年 早稲田大学理工学術院名誉教授

## 主な受賞
- 1996年 松井源吾賞「葛西臨海公園展望レストハウス」
- 2001年 JSCA賞「アルミの住宅」
- 2002年 グッドデザイン賞「VILLA FUJII」
- 2003年 JSCA賞「アルミ架構の開発」
- 2003年 日本建築学会作品選奨「宮城県迫桜高等学校」
- 2004年 日本建築学会作品選奨「ビッグハート出雲」
- 2008年 日本鋼構造協会業績賞「いしかわ総合スポーツセンター」
- 2008年 中部建築賞「いしかわ総合スポーツセンター」
- 2009年 日本建築学会作品選奨「坂井市立丸岡南中学校」
- 2009年 日本建築学会作品選奨「菅野美術館」
- 2012年 日本建築家協会賞「真壁伝承館」
- 2012年 日本建築学会賞「真壁伝承館」
- 2012年 日本建築学会作品選奨「小布施町立図書館 まちとしょテラソ」
- 2012年 グッドデザイン賞「真壁伝承館」
- 2013年 日本建築家協会賞「宇土市立宇土小学校」
- 2013年 日本建築学会作品選奨「宇土市立宇土小学校」
- 2014年 日本建築学会作品選奨「実践学園中学・高等学校 自由学習館」
- 2015年 日本建築学会作品選奨「金沢海みらい図書館」

## 主な構造設計作品

### 2000年以前
- 1995年 「葛西臨海公園展望広場レストハウス」谷口吉生
- 1998年 「宮城県図書館」原広司
- 1999年 「ビッグハート出雲」小嶋一浩
- 2000年 「桜上水K邸」伊東豊雄
- 2000年 「VILLA FUJII」宇野求
- 2000年 「ベイ・ステージ下田」シーラカンスK&H
- 2000年 「鴻巣市文化センター（クレアこうのす）」小泉雅生
- 2000年 「池田山の住宅」鈴木了二

### 2001年 - 2005年
- 2001年 「宮城県迫桜高等学校」小嶋一浩 + 三瓶満真
- 2001年 「福岡市立博多小学校」シーラカンスK&H
- 2001年 「ZIG HOUSE/ZAG HOUSE」古谷誠章
- 2001年 「慶應義塾幼稚舎新館21」谷口吉生
- 2001年 「T-set」千葉学
- 2002年 「ブルージュ・パビリオン」伊東豊雄
- 2002年 「T-set B邸」千葉学
- 2002年 「小さな蔵」村松基安
- 2003年 「ガエ・ハウス」アトリエ・ワン
- 2003年 「K-house」阿部仁史
- 2003年 「稲城W邸」伊東豊雄
- 2003年 「帝京大学八王子キャンパス 学生ラウンジ」城戸崎博孝 + 鈴木健一郎
- 2003年 「梅窓院」隈研吾
- 2003年 「ONE表参道」隈研吾
- 2003年 「メガタ（増改築）」小泉雅生
- 2003年 「梅ヶ丘コーポラティブハウス ROXI」佐々木聡 + 多羅尾直子 + 比嘉武彦 + 山本裕介
- 2003年 「HOUSE GT」シーラカンスK&H
- 2003年 「superar kinuta」篠原聡子
- 2003年 「物質試行45 神宮前の家」鈴木了二
- 2003年 「白石市営鷹巣第2住宅 シルバーハウジング」設計組織ADH
- 2003年 「勝浦の別荘」千葉学
- 2003年 「KASHIMA SURF VILLA」千葉学
- 2003年 「神流町中里合同庁舎」古谷誠章
- 2004年 「イズ・ハウス」アトリエ・ワン
- 2004年 「SOB(佐々木義肢製作所)」阿部仁史
- 2004年 「ブリッジ・アーツ&サイエンス・カレッジ」磯崎新 + 小嶋一浩
- 2004年 「ゲント市文化フォーラム」伊東豊雄
- 2004年 「アルミコテージ・プロジェクト」伊東豊雄
- 2004年 「TOD'S表参道ビル」伊東豊雄
- 2004年 「エスコルテ青山」隈研吾
- 2004年 「OTA HOUSE MUSEUM」小嶋一浩
- 2004年 「アシタノイエ」小泉雅生
- 2004年 「ビチケイ/TiO2（光触媒放熱部材実証実験棟）」小泉雅生
- 2004年 「直方の海」椎名英三
- 2004年 「中伊豆の別荘」シーラカンスK&H
- 2004年 「物質試行47 金刀比羅宮プロジェクト 授与所・斎館(緑黛殿)」鈴木了二
- 2004年 「韮崎東ヶ丘病院」原広司
- 2004年 「長坂の別荘」古谷誠章
- 2004年 「VILLA NAKAKARUIZAWA」渡辺純
- 2005年 「ハウス&アトリエ・ワン」アトリエ・ワン
- 2005年 「東京ハウス カド 001」阿部仁史
- 2005年 「SUS福島工場社員寮」伊東豊雄
- 2005年 「フロニンゲン アルミブリック ハウジング」伊東豊雄
- 2005年 「2005年日本国際博覧会グローバル・ループ」菊竹清訓
- 2005年 「慶應義塾大学南館（三田）」隈研吾
- 2005年 「福崎空中広場」隈研吾
- 2005年 「HOUSE MTK」シーラカンスK&H
- 2005年 「東京倶楽部」谷口吉生
- 2005年 「東京ハウス うなぎ001」千葉学
- 2005年 「UNABO」古谷誠章

### 2006年 - 2010年
- 2006年 「坂井市立丸岡南中学校」シーラカンスK&H
- 2006年 「Moderna」設計組織ADH
- 2006年 「OS」設計組織ADH
- 2006年 「switch」千葉学
- 2006年 「lotus beauty salon」中村拓志
- 2006年 「R-MINAMIAOYAMA」平田晃久
- 2007年 「A」青木淳
- 2007年 「鶴山荘」アトリエ・ワン
- 2007年 「蔵王 竹泉荘」阿部仁史
- 2007年 「サントリー美術館」隈研吾
- 2007年 「YIEN EAST」隈研吾
- 2007年 「G-house」隈研吾
- 2007年 「呉市音戸市民センター」隈研吾
- 2007年 「金刀比羅宮新茶所「神椿」」田窪恭治 + 鈴木了二
- 2007年 「Dancing trees, Singing birds」中村拓志
- 2007年 「稲田病院 産婦人科棟」村松基安
- 2007年 「福島県立会津学鳳中学校・高等学校」原広司
- 2007年 「神宮前メグビル」古谷誠章
- 2008年 「ダブル・チムニー」アトリエ・ワン
- 2008年 「いしかわ総合スポーツセンター」池原義郎
- 2008年 「SUMIKA Project by Tokyo Gas SUMIKAパビリオン」伊東豊雄
- 2008年 「wood/berg」隈研吾
- 2008年 「ティファニー銀座」隈研吾
- 2008年 「宝積寺駅」隈研吾
- 2008年 「苔山居」平倉章二
- 2008年 「Project K」平田晃久
- 2008年 「特別養護老人ホーム いづテラス」村松基安
- 2009年 「物質試行50 下田の住宅」鈴木了二
- 2009年 「小布施町立図書館「まちとしょテラソ」」古谷誠章
- 2009年 「T博士の家」古谷誠章
- 2009年 「鶯庵」古谷誠章
- 2009年 「ロレックス中津ビル」槇文彦
- 2009年 「地層のフォリー」矢作昌生
- 2010年 「タワーまちや」アトリエ・ワン
- 2010年 「BELLE VUE RESIDENCES」伊東豊雄
- 2010年 「HHH」シーラカンスK&H
- 2010年 「one roof apartment」平田晃久
- 2010年 「高崎市立桜山小学校」古谷誠章
- 2010年 「ヌーヴェル赤羽台3・4号棟（B1街区）」渡辺真理 + 忽那裕樹 + 近田玲子  + 古谷誠章 + 篠原聡子 + 田中彰

### 2011年以後
- 2011年 「京浜急行電鉄黄金町高架下新スタジオ + かいだん広場 Site-D集会場」飯田善彦 + 曽我部昌史 + 小泉雅生
- 2011年 「東京マザーズクリニック」伊東豊雄
- 2011年 「二重螺旋の家」大西麻貴 + 百田有希 + 矢作昌生
- 2011年 「新津 知・芸術館」隈研吾
- 2011年 「金沢海みらい図書館」シーラカンスK&H
- 2011年 「ブルームバーグ・パヴィリオン」平田晃久
- 2011年 「実践学園中学・高等学校 自由学習館」古谷誠章
- 2011年 「熊本市医師会館・看護専門学校」古谷誠章
- 2011年 「真壁伝承館」設計組織ADH
- 2012年 「恋する豚研究所」アトリエ・ワン
- 2012年 「宇土市立宇土小学校」小嶋一浩 + 赤松佳珠子
- 2012年 「大多喜町役場」千葉学
- 2012年 「屋根裏の家」千葉学
- 2012年 「I邸」千葉学
- 2012年 「LUPICIA滋賀水口工場」古谷誠章
- 2013年 「東松島こどものみんなの家」伊東豊雄 + 大西麻貴
- 2015年 「流山市立おおたかの森小・中学校」小嶋一浩 + 赤松佳珠子
- 2015年 「喜多方市新本庁舎」古谷誠章

### 継続中
- 「アンコールワット遺跡バイヨン寺院修復プロジェクト」

## 主な著作
- 1996年 「現代建築家シリーズ－木村俊彦」新建築別冊（共著）新建築
- 1997年 「モダンストラクチュアの冒険」（共著）建築文化
- 1997年 「構造計画」（共著）建築資料研究社
- 2000年 「Space Structure 木村俊彦の設計理念」（共著）鹿島出版会
- 2002年 「魅せる力学」建築画報別冊（監修）建築画報社
- 2003年 「FACADE ENGINEERING」建築画報 No.304（監修）建築画報社
- 2011年 「挑戦する構造」建築画報 No.344（監修）建築画報社

## 主なオーク構造設計・新谷研究室出身者
- 萬田隆 - 武庫川女子大学准教授、大阪産業大学特任教授
- 森部康司 - 昭和女子大学准教授、JSCA賞・日本構造デザイン賞受賞者
- 田尾玄秀 - JSCA賞受賞者
- 永井拓生 - 滋賀県立大学助教、日本建築学会作品選奨受賞